# Bujavica
Bujavica is een plaats in de gemeente Lipik in de Kroatische provincie Požega-Slavonië. De plaats telt 2 inwoners (2001).